# Archéobiologie
L'archéobiologie est une science qui traite de l'étude des restes biologiques recueillis sur un site archéologique, à la suite de fouilles. L'objectif est d'obtenir des informations environnementales sur la vie des gens durant les périodes préhistoriques et historiques. Les questions culturelles et historiques jouent un grand rôle.

## Spécialisations
Selon la nature des restes biologiques, on distingue :
- l'archéobotanique qui s'intéresse aux restes de végétaux ;
- l'archéozoologie qui s'intéresse aux restes d'animaux ;
- la paléomycologie : étude des fungi et champignons ;
- l'archéoentomologie qui s'intéresse aux restes d'insectes.

## Laboratoires spécialisés
- La Suisse s'exprime sur ce sujet dans la Société Suisse pour la Recherche sur le Quaternaire[1].
- La France possède :
  - le Centre de Bio-Archéologie et d'Écologie situé à l'Institut de Botanique de Montpellier, où sont pratiquées des analyses anthracologiques (sur des charbons de bois et des noyaux carbonisés)[2]
  - le Laboratoire d'Archéologie médiévale méditerranéenne (LAMM) (CNRS : UMR6572, université de Provence - Aix-Marseille I),

qui s'intéressent à l'archéobiologie de l'olivier. Le Muséum national d'histoire naturelle centralise les résultats des recherches.